# Saurenbach
Saurenbach ist ein unbedeutender Bachlauf in Ruppichteroth im Einzugsgebiet des Waldbrölbach. Erwähnung findet er aber als Ortsname in alten Urkunden. Der Name steht in Zusammenhang mit der Familie Saurius.
1396 wird ein Henkin von Surenbach erwähnt.
Wilhelm von Scheid genannt Weschpfennig hatte sechs landtagsberechtigte Rittersitze in seinem Eigentum. 1584 kaufte er die landtagsfähigen Höfe zu Saurenbach im Kirchspiel Ruppichteroth, 1585 erschien er auf dem Ritterzettel.
1644 wurde in der Bachen der freie adelige Hof im Besitz des W. Scheiffart von Merode erwähnt. Der Name geht auf die Lage am Saurenbach zurück.
Inwieweit die erwähnten Höfe heutigen Orten entsprechen, ist nicht bekannt. Es gibt heute neben dem Bacherhof Junkersaurenbach (nur noch eine Straßenbezeichnung), Obersaurenbach, Mittelsaurenbach und Niedersaurenbach.